# Heterolaophonte brevipes
Heterolaophonte brevipes är en kräftdjursart som beskrevs av K. M. Roe 1958. Heterolaophonte brevipes ingår i släktet Heterolaophonte och familjen Laophontidae. Inga underarter finns listade i Catalogue of Life.